# Рыцари Круглого стола (фильм)
«Рыцари Круглого стола» (англ. Knights of the Round Table) — кинофильм по мотивам легенд о короле Артуре и рыцарях Круглого стола.

## Сюжет
Раннее средневековье. Мрачное время между римскими легионами и завоеванием Англии норманнами. К власти в стране пришёл Артур Пендрагон, единственный человек, который смог вытащить из камня легендарный меч мудреца Мерлина. Верным помощником и другом короля стал храбрый воин Ланселот, но затаившийся враг Артура Модред решает стравить Артура и Ланселота, используя страсть последнего к королеве Гвиневре.

## В ролях
- Роберт Тейлор — Ланселот
- Ава Гарднер — Гиневра
- Мел Феррер — Король Артур
- Энн Кроуфорд — Моргана
- Стенли Бейкер — Мордред
- Феликс Эйлмер — Мерлин
- Морин Свенсон — Элейн
- Гебриэл Вульф — Персиваль
- Энтони Форвуд — Гарет
- Роберт Уркварт — Гавейн
- Стефен Верко — Агравейн

## Награды
Фильм был номинирован на две награды «Оскар» — за лучший звук и за лучшую работу художника-постановщика. Номинация на Гран-При Каннского фестиваля (1954).